# Paul Ruto
Paul Ruto (3 de novembro de 1960) é um ex-meio-fundista queniano, campeão mundial dos 800 metros em Stuttgart 1993.